# Valbona (Spanyolország)
Valbona község Spanyolországban, Teruel tartományban. Valbona La Puebla de Valverde, Formiche Alto, Cabra de Mora, Mora de Rubielos és Sarrión községekkel határos. Lakosainak száma 192 fő (2024).

## Népesség
A település népessége az utóbbi években az alábbiak szerint változott:
| Lakosok száma | 191  | 212  | 215  | 228  | 211  | 198  | 181  | 167  | 188  | 192  |
|               | 2001 | 2004 | 2007 | 2009 | 2012 | 2014 | 2017 | 2019 | 2022 | 2024 |